# دستور الأدوية البريطاني
دستور الأدوية البريطاني (BP) هو دستور الأدوية الوطني للمملكة المتحدة. وهو مجموعة منشورة سنويًا من معايير الجودة للمواد الطبية في المملكة المتحدة، والتي يستخدمها الأفراد والمنظمات المشاركة في البحث والتطوير والتصنيع والاختبار الدوائي.
معايير دستور الأدوية متاحة للجمهور وقابلة للتنفيذ قانونًا معايير الجودة للمنتجات الطبية ومكوناتها. دستور الأدوية البريطاني هو عنصر قانوني مهم في مراقبة الأدوية، والذي يكمل ويساعد عمليات الترخيص والتفتيش لوكالة تنظيم الأدوية ومنتجات الرعاية الصحية في المملكة المتحدة (MHRA). جنبا إلى جنب مع الوصفات الوطنية البريطانية (BNF)، يحدد دستور الأدوية البريطاني المعايير الصيدلانية في المملكة المتحدة.
معايير دستور الأدوية هي متطلبات الامتثال؛ أي أنها توفر الوسائل لإصدار حكم مستقل فيما يتعلق بالجودة الإجمالية لمقالة ما، ويتم تطبيقها طوال العمر الافتراضي للمنتج. لا يشير إدراج مادة ما في دستور الأدوية إلى أنها آمنة أو فعالة في علاج أي مرض.

## الأساس القانوني
يتم نشر دستور الأدوية البريطاني نيابة عن وزراء الصحة في المملكة المتحدة؛ بناءً على توصية لجنة الأدوية البشرية، وفقًا للقسم 99 (6) من قانون الأدوية لعام 1968، وإخطار المفوضية الأوروبية في المسودة (EC) وفقًا للتوجيه 98/34 / EEC.
نُسخت دراسات دستور الأدوية الأوروبي (بصيغته المعدلة بالمكملات التي نشرها مجلس أوروبا) إما في دستور الأدوية البريطاني، أو في الإصدار المصاحب من دستور الأدوية البريطاني (الطب البيطري).
في دستور الأدوية يتم تضمين بعض الأدوية والمستحضرات بغض النظر عن وجود حقوق براءات اختراع فعلية أو محتملة. عندما تكون المواد محمية بأحرف براءة اختراع فإن إدراجها في دستور الأدوية لا ينقل ولا يشير ضمنيًا إلى ترخيص التصنيع.

## التاريخ
يعود تنظيم المنتجات الطبية من قبل المسؤولين في المملكة المتحدة إلى عهد الملك هنري الثامن (1491-1547). كان للكلية الملكية للأطباء في لندن القدرة على فحص منتجات الصيدلة في منطقة لندن، وتدمير المخزون المعيب. كانت القائمة الأولى للأدوية المعتمدة مع معلومات حول كيفية تحضيرها، هي دستور الأدوية في لندن، الذي نُشر عام 1618. نُشرت الطبعة الأولى لما يُعرف الآن باسم دستور الأدوية البريطاني في عام 1864، وكانت إحدى المحاولات الأولى لمواءمة المعايير الصيدلانية من خلال دمج دستور الأدوية في لندن وإدنبرة ودبلن. كان الاسم اللاتيني الجديد الذي كان له بعض العملات في ذلك الوقت هو Pharmacopoeia Britannica (Ph. Br.).
في عام 1844 أدى القلق بشأن مخاطر التصنيع والاستخدام غير المنظم إلى ويليام فلوكهارت -الذي قدم الكلوروفورم إلى الطبيب (السير لاحقًا) جيمس يونغ سيمبسون لتجربته في التخدير- للتوصية بإنشاء «Phamacopoeia عالمي لبريطانيا العظمى» في كتابه كلمة الافتتاح كرئيس لفرع شمال بريطانيا للجمعية الصيدلانية.
تم تعيين لجنة لأول مرة من قبل المجلس الطبي العام (GMC)، عندما أصبح الجسم مسؤولاً قانونياً بموجب القانون الطبي 1858 لإنتاج دستور الأدوية البريطاني على أساس وطني. في عام 1907 تم استكمال دستور الأدوية البريطاني من قبل الدستور الغذائي البريطاني، والذي أعطى معلومات عن الأدوية والمواد الصيدلانية الأخرى غير المدرجة في دستور الأدوية البريطاني، وقدم معايير لها.
أنشأ قانون الأدوية لعام 1968 الوضع القانوني للجنة دستور الأدوية البريطانية، ودستور الأدوية البريطاني، كمعيار المملكة المتحدة للمنتجات الطبية بموجب القسم 4 من القانون. تواصل لجنة دستور الأدوية البريطانية عمل اللجان السابقة المعينة من قبل المجلس الطبي العام، وهي مسؤولة عن إعداد الإصدارات الجديدة من دستور الأدوية البريطاني ودستور الأدوية البريطاني (الطب البيطري)، وإبقائها محدثة. بموجب المادة 100 من قانون الأدوية، فإن اللجنة مسؤولة أيضًا عن اختيار وتصميم الأسماء البريطانية المعتمدة.
منذ نشره لأول مرة في عام 1864، نما توزيع دستور الأدوية البريطاني في جميع أنحاء العالم ويستخدم الآن في أكثر من 100 دولة. أستراليا وكندا دولتان من الدول التي اعتمدت دستور الأدوية البريطاني كمعيار وطني لها؛ في بلدان أخرى، مثل كوريا الجنوبية، يتم التعرف على دستور الأدوية البريطاني كمعيار مرجعي مقبول.

## المحتوى
يتألف الإصدار الحالي من دستور الأدوية البريطاني من ستة مجلدات، والتي تحتوي على ما يقرب من 3000 دراسة للمواد الدوائية والسواغات والتحضير المركب، جنبًا إلى جنب مع الملاحظات العامة الداعمة والملاحق (طرق الاختبار والكواشف وما إلى ذلك)، والأطياف المرجعية المستخدمة في الممارسة. من الطب، وجميعها مفهرسة بشكل شامل ومراجع مرجعية لسهولة الرجوع إليها. يتم تضمين العناصر المستخدمة حصريًا في الطب البيطري في المملكة المتحدة في دستور الأدوية البريطاني (الطب البيطري).
المجلدان الأول والثاني
- المواد الطبية

المجلد الثالث
- المستحضرات المركبة
- المستحضرات المتعلقة بالدم
- المنتجات المناعية
- المستحضرات الصيدلانية المشعة
- المواد الجراحية
- مستحضرات المعالجة المثلية

المجلد الرابع
- الملاحق
- الأطياف المرجعية للأشعة تحت الحمراء
- فهرس

المجلد الخامس
- دستور الأدوية البريطاني (الطب البيطري)

المجلد السادس: (نسخة القرص المضغوط)
- دستور الأدوية البريطاني
- دستور الأدوية البريطاني (الطب البيطري)
- الأسماء البريطانية المعتمدة

دستور الأدوية البريطاني متاح كمجلد مطبوع وإلكتروني في كل من النسخ على الإنترنت والأقراص المدمجة؛ تستخدم المنتجات الإلكترونية تقنيات بحث متطورة لتحديد المعلومات بسرعة. على سبيل المثال، يمكن للصيادلة الذين يشيرون إلى دراسة علمية الارتباط فورًا بالمواد والملاحق الأخرى ذات الصلة المشار إليها في المحتوى باستخدام أكثر من 130.000 رابط نص تشعبي داخل النص.

## الإنتاج
تم إعداد دستور الأدوية البريطاني من قبل أمانة دستور الأدوية، والتي تعمل بالتعاون مع مختبر دستور الأدوية البريطاني، ولجنة دستور الأدوية البريطانية (BPC)، ومجموعات الخبراء الاستشارية (EAG) واللجان الاستشارية. يتلقى تطوير معايير دستور الأدوية مدخلات من الصناعات ذات الصلة والمستشفيات والأوساط الأكاديمية والهيئات المهنية والمصادر الحكومية، داخل وخارج المملكة المتحدة.
يوفر مختبر دستور الأدوية البريطاني الدعم التحليلي والتقني لدستور الأدوية البريطاني. وظائفها الرئيسية هي:
- تطوير دراسات دوائية جديدة: يتولى المختبر تطوير والتحقق من صحة طرق الاختبار النوعي والكمي لمواصفات دراسة دستور الأدوية البريطاني الجديدة، وصقل وإعادة التحقق من طرق الاختبار لدراسات دستور الأدوية البريطانية الحالية.
- المواد المرجعية الكيميائية لدستور الأدوية البريطاني (BPCRS): المختبر مسؤول عن شراء وإنشاء وصيانة وبيع المواد المرجعية الكيميائية لدستور الأدوية البريطاني. يحتوي الكتالوج حاليًا على ما يقرب من 500 المواد المرجعية الكيميائية لدستور الأدوية البريطاني، وهي ضرورية كمعايير لاختبارات دراسة في كل من دستور الأدوية البريطاني ودستور الأدوية البريطاني (الطب البيطري).

الإصدار الحالي من دستور الأدوية البريطاني متاح في The Stationery Office Bookshop.

## الإرشاد
تتوفر معلومات وإرشادات تفصيلية حول مختلف جوانب السياسة والممارسات الحالية لدستور الأدوية في الفصول التكميلية من دستور الأدوية البريطاني. يتضمن هذا شرحًا لأساس مواصفات دستور الأدوية، ومعلومات عن تطوير الدراسات بما في ذلك إرشادات للمصنعين.

## الأسماء البريطانية المعتمدة
تم وضع الأسماء البريطانية المعتمدة (BANs) أو اختيارها من قبل لجنة دستور الأدوية البريطانية (BPC)، ونشرها وزراء الصحة، بناءً على توصية لجنة الأدوية البشرية، لتوفير قائمة بأسماء المواد أو المقالات المشار إليها في القسم 100 من قانون الأدوية لعام 1968. الأسماء البريطانية المعتمدة هي أسماء قصيرة ومميزة للمواد، حيث تكون الأسماء الكيميائية المنتظمة أو الأسماء العلمية الأخرى معقدة للغاية بحيث لا يمكن استخدامها بشكل عام.
نتيجة للتوجيه 2001/83 / EC، بصيغته المعدلة، قد يُفترض أن الأسماء البريطانية المعتمدة، منذ عام 2002، هي الاسم الدولي غير المسجل الملكية (rINN)، ما لم ينص على خلاف ذلك. تحدد منظمة الصحة العالمية (WHO) INN مادة صيدلانية أو مكون صيدلاني نشط باسم فريد معترف به عالميًا، ولا يمكن لأي طرف فيه المطالبة بأي حقوق ملكية. يُعرف الاسم غير المسجل أيضًا باسم الاسم العام.

## المنشورات ذات الصلة
هناك دستور الأدوية المكافئ في العديد من البلدان الأخرى، مثل الولايات المتحدة (دستور الأدوية الأمريكي)، اليابان (دستور الأدوية الياباني)، والصين (دستور الأدوية في جمهورية الصين الشعبية). تحتفظ منظمة الصحة العالمية بدستور الأدوية الدولي.
تحتوي الوصفات الوطنية البريطانية (BNF) والمنشورات ذات الصلة على معلومات حول وصف الأدوية والمؤشرات والآثار الجانبية وتكاليف جميع الأدوية المتاحة في خدمة الصحة الوطنية.

## روابط خارجية
- الموقع الرسمي